# New Zealand Cycle Classic
New Zealand Cycle Classic, do 2011 znany jako Tour of Wellington – wieloetapowy wyścig kolarski odbywający się w okolicach  nowozelandzkiego miasta Wellington. Od 2005 jest częścią cyklu UCI Oceania Tour (kategoria 2.2.).

## Zwycięzcy
Opracowano na podstawie:
| Rok  | Pierwsze           | Drugie            | Trzecie            |
| ---- | ------------------ | ----------------- | ------------------ |
| 1988 | Darren Rush        |                   |                    |
| 1989 | Brian Fowler       |                   |                    |
| 1990 | Brian Fowler       |                   |                    |
| 1991 | Brian Fowler       |                   |                    |
| 1992 | Brian Fowler       |                   |                    |
| 1993 | Clark Richards     |                   |                    |
| 1994 | Ric Reid           |                   |                    |
| 1995 | Robbie McEwen      |                   |                    |
| 1996 | Ric Reid           |                   |                    |
| 1997 | Corey Sweet        |                   |                    |
| 1998 | Hayden Bradbury    |                   |                    |
| 1999 | Julian Dean        | Cory Williams     | Warren Clarke      |
| 2000 | Brendon Vesty      | Bryce Shapley     | Bart Hickson       |
| 2001 | Christopher Jenner | Graeme Miller     | Brendon Vesty      |
| 2002 | Robin Reid         | Hayden Roulston   | Bryce Shapley      |
| 2003 | Matthew Yates      | Geoffrey Burndred | Timothy Gudsell    |
| 2004 | Eric Wohlberg      | Robin Reid        | Charles Dionne     |
| 2005 | Matthew Lloyd      | Fraser MacMaster  | Peter Latham       |
| 2006 | Hayden Roulston    | Timothy Gudsell   | Evan Oliphant      |
| 2007 | Hayden Roulston    | Craig McCartney   |                    |
| 2008 | Travis Meyer       | Robin Reid        | David Pell         |
| 2009 | Peter McDonald     | Jeremy Vennell    | Timothy Roe        |
| 2010 | Michael Torckler   | Lachlan Norris    | Jay Robert Thomson |
| 2011 | George Bennett     | Patrick Lane      | James Williamson   |
| 2012 | Jay McCarthy       | Darren Lapthorne  | Campbell Flakemore |
| 2013 | Nathan Earle       | Benjamin Dyball   | William Walker     |
| 2014 | Michael Vink       | James Oram        | Adam Phelan        |
| 2015 | Taylor Gunman      | Jason Christie    | Dion Smith         |
| 2016 | Ben O’Connor       | Mark O'Brien      | Stephen Williams   |
| 2017 | Joseph Cooper      | Logan Griffin     | James Oram         |
| 2018 | Hayden McCormick   | Ian Bibby         | Robert Stannard    |
| 2019 | Aaron Gate         | Jesse Featonby    | Jay Vine           |
| 2020 | Rylee Field        | Aaron Gate        | Corbin Strong      |
| 2021 | Corbin Strong      | Finn Fisher-Black | Aaron Gate         |
| 2022 | Mark Stewart       | Ollie Jones       | Laurence Pithie    |
| 2023 | James Oram         | Josh Burnett      | Adne van Engelen   |
| 2024 | Aaron Gate         | Elliot Schultz    | Ollie Jones        |